# Disqueratose congênita
A disqueratose congênita (DKC), também conhecida como síndrome de Zinsser-Engman-Cole, é uma doença congênita progressiva rara com um fenótipo altamente variável. A entidade foi classicamente definida pela tríade de pigmentação cutânea anormal, distrofia ungueal e leucoplasia da mucosa oral, mas esses componentes nem sempre ocorrem. DKC é caracterizado por telômeros curtos. Algumas das manifestações se assemelham ao envelhecimento prematuro (semelhante à progéria). A doença afeta inicialmente principalmente a pele, mas uma consequência principal é a insuficiência progressiva da medula óssea, que ocorre em mais de 80%, causando mortalidade precoce.

## Apresentação
O DKC pode ser caracterizado por pigmentação cutânea, envelhecimento prematuro, distrofia das unhas, leucoplasia da mucosa oral, lacrimejamento contínuo devido à atresia dos dutos lacrimais, frequentemente trombocitopenia, anemia, atrofia testicular em portadores do sexo masculino e predisposição ao câncer. Muitos desses sintomas são característicos da geriatria, e aqueles que carregam as formas mais graves da doença costumam encurtar significativamente o tempo de vida. Além disso, anormalidades hepáticas estão associadas a esta síndrome, Hipoplasia Nodular Regenerativa do Fígado, embora rara, é uma das muitas manifestações de distúrbios hepáticos que telômeros curtos podem causar.

### Predisposição ao câncer
A susceptibilidade ao câncer parece contra-intuitiva porque, em muitos cânceres conhecidos, a reativação da telomerase é, na verdade, uma etapa necessária para a evolução da malignidade (ver telômero). Em uma doença em que a telomerase é afetada, não parece que o câncer seja uma complicação resultante. Os autores observam a natureza paradoxal da predisposição ao câncer em indivíduos que parecem não ter um dos componentes necessários para a formação do câncer. Acredita-se que, sem a telomerase funcional, os cromossomos provavelmente estarão ligados em suas extremidades por meio da via de junção da extremidade não homóloga. Se for uma ocorrência bastante comum, a malignidade, mesmo sem a presença de telomerase, é possível. A síndrome mielodisplásica está associada a esta síndrome geralmente apresentando-se como uma medula óssea hipoplásica que pode se assemelhar à anemia aplástica, mas pode ser diferenciada com> 10% de displasia nas linhagens de células afetadas, às vezes não é possível devido às células sanguíneas redutoras da medula hipoplásica, os clones genéticos geralmente não estão presentes com mais frequência do que o Transtorno Mielodisplásico Hipoplásico associado à Disqueratose Congênita.

## Genética
Dos componentes do componente RNA da telomerase (TERC), um de importância fundamental é o domínio H / ACA da caixa. Este domínio H / ACA é responsável pela maturação e estabilidade do TERC e, portanto, da telomerase como um todo. A ribonucleoproteína H / ACA de mamífero contém quatro subunidades de proteína: disquerina, Gar1, Nop10 e Nhp2. Mutações em Nop10, Nhp2 e disquerina1 mostraram levar a sintomas semelhantes ao DKC.

## Fisiologia
A disqueratose congênita é um distúrbio de má manutenção dos telômeros, principalmente devido a uma série de mutações genéticas que dão origem à função anormal do ribossomo, denominada ribossomopatia. Especificamente, a doença está relacionada a uma ou mais mutações que afetam direta ou indiretamente o componente de RNA da telomerase de vertebrados (TERC).
A telomerase é uma transcriptase reversa que mantém uma seqüência específica de repetição do DNA, o telômero, durante o desenvolvimento. Os telômeros são colocados pela telomerase em ambas as extremidades dos cromossomos lineares como uma forma de proteger o DNA linear de formas gerais de danos químicos e corrigir o encurtamento da extremidade cromossômica que ocorre durante a replicação normal do DNA. Este encurtamento final é o resultado das DNA polimerases eucarióticas não possuindo mecanismo para sintetizar os nucleotídeos finais presentes na extremidade da "fita retardada" do DNA de fita dupla. A DNA polimerase só pode sintetizar novo DNA a partir de uma velha fita de DNA na direção 5 '→ 3'. Dado que o DNA tem duas fitas que são complementares, uma fita deve ser 5 '→ 3', enquanto a outra é 3 '→ 5'. Esta incapacidade de sintetizar na direcionalidade 3 '→ 5' é compensada com o uso de fragmentos de Okazaki, pequenos pedaços de DNA que são sintetizados 5 '→ 3' a partir de 3 '→ 5' conforme o garfo de replicação se move. Como a DNA polimerase requer primers de RNA para ligação ao DNA a fim de começar a replicação, cada fragmento de Okazaki é, portanto, precedido por um primer de RNA na fita sendo sintetizada. Quando o final do cromossomo é alcançado, o primer final de RNA é colocado sobre essa região de nucleotídeo e é inevitavelmente removido. Infelizmente, uma vez que o primer é removido, a DNA polimerase é incapaz de sintetizar as bases restantes.